# Вилхелм Фрик
Вилхелм Фрик (Алсенц, 12. март 1877 — Нирнберг, 16. октобар 1946) је био нацистички политичар, утицајан за време Трећег рајха.
Рођен је у учитељској породици. Био је министар без портфеља до 1943. године када је изгубио битку с Херманом Герингом. Суделовао је у стварању докумената познатих као Нирнбершки закони. Након смрти Рајнхарда Хајдриха, именован је за протектора Чешке и Моравске. Ухваћен је и био је један од оптуженика на Нирнбершком суђењу. Осуђен је на смрт вешањем због ратних злочина и злочина против човечности. Последње речи су му биле: Нека дуго живи вечна Немачка.